# 버라이어티쇼 KBS 새가족
버라이어티쇼 KBS 새가족은 대한민국의 KBS 2TV에서 개국 특집 프로그램이다.
1980년 흑백으로 방송되었던 KBS 1TV의 컬러방송 송출 및 언론통폐합으로 구 동양방송에 통합되어서 신설개국한 KBS 2TV의 개국을 축하하는 주제로 방송되었다.

## 개요
1980년 12월 1일부터 KBS 1TV가 흑백방송에서 컬러방송으로 전환하고 동양방송이 한국방송공사로 통합되어 KBS 2TV가 개국되면서 기존 KBS 출신 배우 및 방송인들과 언론통폐합에 따라 폐국되었던 구 동양방송 출신 배우 및 방송인과 성우들이 한국방송공사에 편입됨에 따라 KBS의 새로운 가족이 되었음을 환영하면서 KBS 방송계의 일원으로서 상호간의 화합과 친목 그리고 시청자들에게 더 나은 방송을 보여주기 위한 다짐을 통해서 국내 가수들의 축하공연으로 방송되었다.
공교롭게도 그 전날인 11월 30일에 동양방송이 폐국하면서 마지막 고별방송인 TBC 가족 여러분, 안녕히 계십시오에 출연했던 구 동양방송 출신 배우와 방송인들이 대거 출연하여서 KBS에서의 새 출발을 다짐하는 소감을 밝힌다.

## 여는 노래와 닫는 노래
- 우리 함께 (KBS 출신 배우 및 구 TBC 동양방송 출신 배우들) [ 지명길 작사/번안곡/이용복 노래]